# Ambassis
Ambassis is een geslacht van straalvinnige vissen uit de familie van Aziatische glasbaarzen (Ambassidae). Het geslacht is voor het eerst wetenschappelijk beschreven in 1828 door Cuvier & Valenciennes.

## Soorten
- Ambassis agassizii Steindachner, 1867
- Ambassis ambassis (Lacepède, 1802)
- Ambassis agrammus Günther, 1867
- Ambassis buruensis Bleeker, 1856
- Ambassis buton Popta, 1918
- Ambassis dussumieri Cuvier, 1828
- Ambassis elongata (Castelnau, 1878)
- Ambassis fontoynonti Pellegrin, 1932
- Ambassis gymnocephalus (Lacepède, 1802)
- Ambassis interrupta Bleeker, 1852
- Ambassis jacksoniensis (Macleay, 1881)
- Ambassis kopsii Bleeker, 1858
- Ambassis miops Günther, 1872
- Ambassis marianus Günther, 1880
- Ambassis macleayi (Castelnau, 1878)
- Ambassis macracanthus Bleeker, 1849
- Ambassis nalua (Hamilton, 1822)
- Ambassis natalensis Gilchrist & Thompson, 1908
- Ambassis urotaenia Bleeker, 1852
- Ambassis vachellii Richardson, 1846